# Germinal Casado

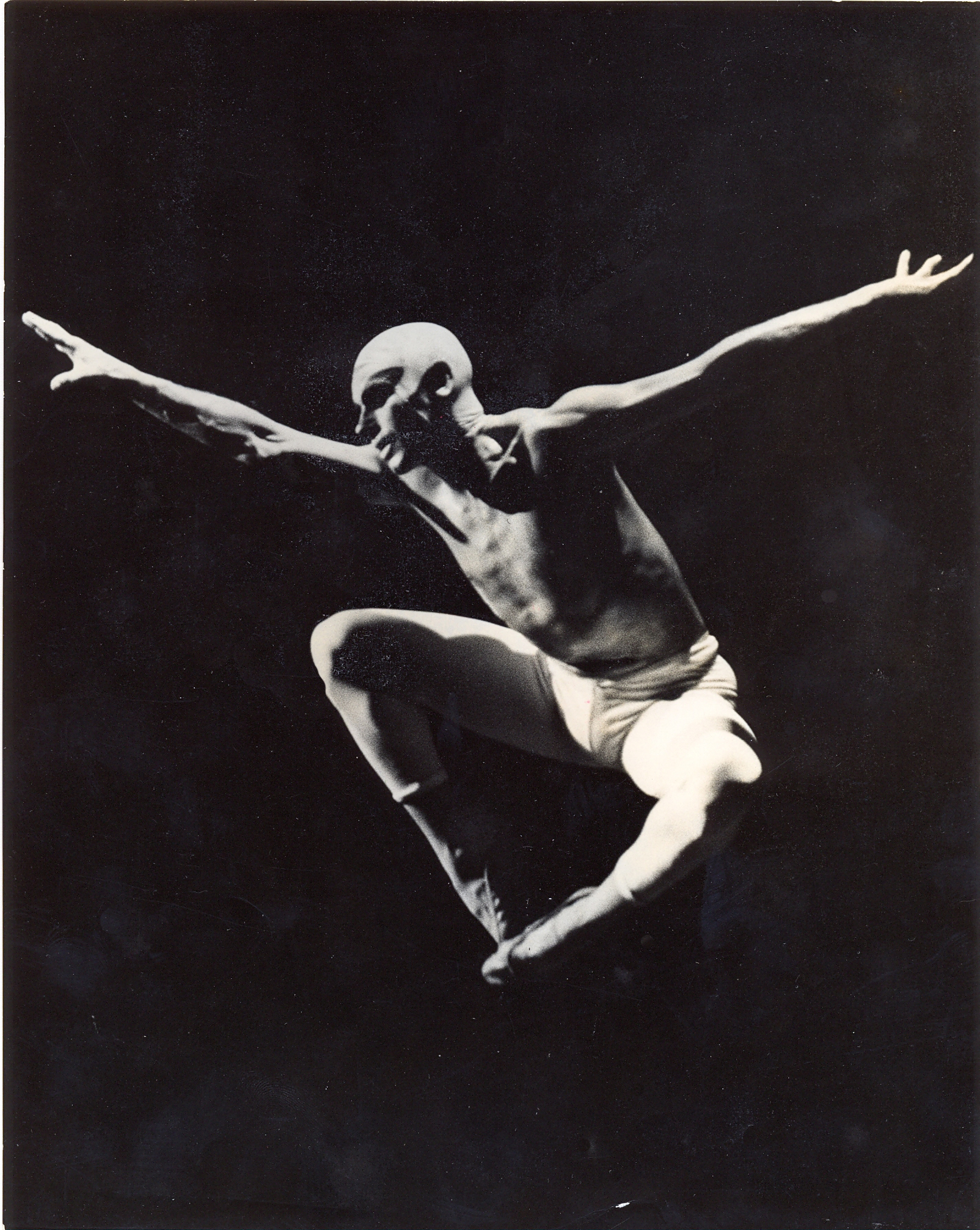
Germinal Casado in Cygne

Germinal Casado (* 6. August 1934 in Casablanca, Marokko; † 26. März 2016) war ein spanischer Balletttänzer und -regisseur.

## Leben und Karriere
Casado machte zuerst eine Ausbildung in Grafik und Kunstgeschichte, weshalb gesagt wurde, dass er den Tanz mit den Augen eines Malers sähe. Zu tanzen begann Casado erst mit 18 Jahren. Sein Tanzdebüt gab er 1955 in der Tanzkompanie „Grand Ballet du Marquis de Cuevas“. 1957 wurde Casado von Maurice Béjart für dessen Kompanie „Ballet du XXe siècle“ („Ballett des 20. Jahrhunderts“) als erster Solotänzer und als Ausstatter engagiert. Er wurde ein enger Mitarbeiter in der Direktion der Kompagnie. Diese Zusammenarbeit währte dreizehn Jahre. Die Aufführungen dort führten ihn an alle großen Bühnen der Welt.
Von 1977 bis 1998 war er Ballettdirektor, Choreograf und Ausstatter am Badischen Staatstheater Karlsruhe. In dieser Zeit kreierte er üppig ausgestattete Ballette. Außerdem gründete er dort die Ballettkompanie „Danza Viva“, für die er mehr als 60 Ballette ausstattete und choreographierte. Mit diesem Ensemble ging er in Europa, Asien und Amerika auf Tournee. Im Jahre 1990 wurde Germinal Casado aufgrund seiner besonderen Verdienste um die Förderung des Ansehens der deutschen Kultur im Ausland mit dem Verdienstkreuz am Bande der Bundesrepublik Deutschland ausgezeichnet. Bis 2003 war Casado bei verschiedenen Tanzkompanien engagiert, zunächst als Tänzer, später auch als Choreograf und Ausstatter.
Casado reiste viel in ganz Europa. Er wurde oft für mehrere Spielzeiten in einer der folgenden Städte engagiert: Monte Carlo, Brüssel, Köln, Amsterdam, Paris, Lüttich, Liverpool, Antwerpen, Maastricht, Lille, Charleroi, Trier, Lissabon, Straßburg, Darmstadt, Mainz, Arnhem, Athen, Barcelona, Berlin, Mexiko-Stadt, Mailand, Den Haag, Lyon, Florenz, Karlsruhe, Hannover, Essen, Toulouse, Hamburg und Krefeld. Sein Erfolg trug ihm auch Engagements bei den Festivals von San Sebastián, Edinburgh, Avignon, Santander, Bad Gandersheim und anderen ein.
Casado arbeitete zudem für das marokkanische, belgische und französische Fernsehen. Er lebte am Ortasee in Italien und war ein aktiver Beobachter der Tanzszene.
Sein Nachlass befindet sich im Deutschen Tanzarchiv Köln.

## Veröffentlichungen
Casado ist in dem 1969 erschienenen belgischen Dokumentarfilm Bhakti zu sehen.
2008 erschienen Casados Memoiren mit 60 Fotos, unter dem Titel Germinal oder Le sacre du printemps, ISBN 978-3-7650-8385-3., beim Braun G. Buchverlag in Karlsruhe.